# Mikaela Kindblom
Mikaela Elisabeth Fredholm Kindblom, född 22 oktober 1962 i Stockholm, är en svensk kulturadministratör, redaktör och författare. Hon har publicerat ett antal böcker om svensk filmhistoria.

## Biografi
Kindblom studerade 1987 journalistik vid Poppius journalistskola. Mellan åren 1984 och 1998 läste hon olika ämnen på Stockholms universitet, där hon 1988 avlade en filosofie kandidatexamen i filmvetenskap.
Under sin yrkesbana har hon mestadels arbetat som frilans, men även på bland annat Sveriges Television, Kungliga biblioteket, bokklubben Månadens bok, Folkets Bio och Författarcentrum. Dessutom har hon verkat som språklärare.
2006 kom Kindblom med en bok om Stockholm på film betitlad Våra drömmars stad och Filmkokboken, den senare författad tillsammans med Maria Holm. Den svenska drömfabriken, en bok om Filmstaden i Råsunda, utkom 2015. 2021 publicerades Kindbloms bok om Hasse Ekman, med "dandyn i drömfabriken" som undertitel.
Åren 1995–1996 verkade Kindblom som ansvarig redaktör för filmtidskriften Chaplin. På senare år har Kindblom varit aktiv som projektledare och verksamhetsledare för stiftelsen Filmstadens kultur, kopplad till Filmstaden i Råsunda. Hon har även skrivit artiklar och essäer (om film) för publikationer som FLM, Svenska Dagbladet, Fempers Nyheter och Nordic Women in Film.